# Johannes Fuchs
Johannes Fuchs var mellan 1782 och 1787 anställd som valthornist vid Kungliga Hovkapellet i Stockholm.